# SMS Rostock
El SMS Rostock fue un crucero ligero de la clase Karlsruhe construido para la Kaiserliche Marine (Marina Imperial) alemana. Tenía un buque gemelo, el SMS Karlsruhe; los barcos eran muy similares a los anteriores cruceros de la clase Magdeburg. El barco fue puesto en quilla en 1911, botado en noviembre de 1912 y completado en febrero de 1914. Armado con doce cañones SK L/45 de 105 mm, el Rostock tenía una velocidad máxima de 28,5 nudos (52,8 km/h; 32,8 mph) y desplazaba a 6.191 t (6.093 toneladas largas; 6.824 toneladas cortas) a plena carga.
El Rostock sirvió en la Flota de Alta Mar como líder de flotillas de torpederos durante toda su carrera. Sirvió como escolta de los cruceros de batalla del I Grupo de Exploración durante las operaciones contra la costa británica y la Batalla de Dogger Bank. Fue asignado a la escolta de la flota de batalla durante la Batalla de Jutlandia del 31 de mayo al 1 de junio de 1916. Vio acciones importantes en Jutlandia y con frecuencia se enfrentó a fuerzas ligeras británicas, lo que culminó con su torpedeo por destructores británicos poco después de la medianoche. Fue remolcado por torpederos alemanes, pero a la mañana siguiente el crucero HMS Dublin se encontró con los barcos en retirada. Los alemanes colocaron cargas de hundimiento a bordo del Rostock, se llevaron a la tripulación antes de que el Dublín llegara al lugar y le lanzaron torpedos al Rostock para acelerar su hundimiento. 